# Elvis (film)
Elvis er en TV-film fra 1979 som baserer sig på Elvis Presleys liv og karriere frem til 1969. Filmen er instrueret af John Carpenter.
At filmen stopper ved 1969 hænger sammen med, at der på dette tidspunkt i Presleys liv skete en række store omvæltninger: Han stoppede med at indspille film, han havde netop fået gang i sit familieliv, han havde haft en kæmpestor succes med sit "come-back-show" i 1968 og han var gået i gang med sine store koncerter i Las Vegas og de efterfølgende turneer.
I den fremtrædende rolle som Elvis Presley ses Kurt Russell, som blev nomineret til en Emmy for sin rolle i filmen.
Country-sangeren Ronnie McDowell lagde stemme til Kurt Russells sange i Elvis.

## Medvirkende
- Kurt Russell – Elvis Presley
- Shelley Winters – Gladys Presley
- Season Hubley – Priscilla Presley
- Bing Russell – Vernon Presley
- Pat Hingle – Tom Parker
- Charles Cyphers – Sam Phillips
- Ellen Travolta – Marion Keisker
- Charlie Hodge – sig selv
- Larry Geller – sig selv

## Andet
Kurt Russell havde allerede som barn mødt Elvis Presley, idet han i Elvis' film It Happened At The World's Fair fra 1963 fik sin filmdebut som en knægt, der bliver betalt af Elvis for at sparke ham over skinnebenet, så Elvis får mulighed for at blive behandlet af en køn sygeplejerske.
Russells filmiske engagement med Presley inkluderer herudover, at han lægger stemme til den unge Elvis i Forrest Gump samt at han i filmen 3000 Miles To Graceland spiller en af de mange Elvis-kloner.

## Links
- Elvis på Internet Movie Database (engelsk)
- Elvis på Filmdatabasen
- Elvis på AlloCiné (fransk)
- Elvis på AllMovie (engelsk)
- Elvis hos British Film Institute (engelsk)
- Elvis på The Movie Database (engelsk)
- Elvis på Rotten Tomatoes (engelsk)
- Elvis på Filmaffinity (engelsk)
- Elvis på Netflix (engelsk)